# Escola Superior de Belas-Artes do Porto
A Escola Superior de Belas-Artes do Porto foi uma instituição de ensino superior destinada ao ensino das belas artes situada no Porto, Portugal. É a predecessora da atual Faculdade de Belas-Artes da Universidade do Porto, criada em 1994 e que manteve o seu local de funcionamento.

## História
A criação do ensino artístico na cidade deu-se com a instituição de uma Aula Pública de Debuxo e Desenho iniciada em 1780 por decreto da rainha D. Maria I, cujas aulas decorriam no Colégio dos Órfãos. Em 1802, o pintor Vieira Portuense, por ocasião da abertura das aulas, designa por "Academia" essa Aula de Desenho, tentando assim dignificar a instituição e apelando para uma formação mais completa. No entanto, a desejada reforma acontecerá apenas após a Revolução Liberal e a Guerra Civil Portuguesa, no dia 22 de Novembro de 1836, através da criação da Academia Portuense de Belas Artes, com o objetivo de “promover o estudo das Bellas Artes, difundir, e aplicar a sua prática às Artes Fabris”.
A Academia oferecia aulas nas áreas da Pintura, Escultura e Arquitetura, e ainda um curso preparatório de Desenho. Ainda no século XIX, a Academia dá origem à Escola Portuense de Belas Artes e, a partir de 1950, ascende a Escola Superior de Belas Artes, conhecendo anos de grande prestígio pedagógico e artístico.
Na década de 1970 é iniciado o curso de Design de Comunicação. Em 1979, o curso de arquitetura ganha autonomia, integrando-se na Universidade do Porto como Faculdade de Arquitetura, mas a mudança para as suas novas instalações no Campo Alegre durará até 1992. Em 1994, também a Escola Superior de Belas Artes do Porto passa a fazer parte da Universidade do Porto e a designar-se por Faculdade de Belas Artes.